# Huub Loeffen
Huub Loeffen (Nijmegen, 11 januari 1972) is een voormalig Nederlands profvoetballer die achtereenvolgens speelde voor Vitesse, FC Zwolle, Willem II en TOP Oss.
Loeffen voetbalde voor zijn debuut in het eerste elftal van Vitesse (op 26 augustus 1990, tegen Sparta) acht jaar in diens jeugdopleiding, de Vitesse Voetbal Academie. Een kleine maand na zijn debuut, op 19 september 1990, scoorde de toen 18-jarige Loeffen het allereerste doelpunt in een Europacup-wedstrijd van Vitesse. In Derry tegen Derry City lobde Loeffen de bal in de 17e minuut over de keeper het goal in. Het bleek tevens de enige treffer in de dubbele ontmoeting met de Ieren, waardoor Vitesse door zijn goal een ronde verder kwam. Hoewel Loeffen dikwijls niet een basisplaats had in zijn Vitesse-periode, maakte hij vaak belangrijke en beslissende doelpunten.
Na 119 wedstrijden en 22 goals bij Vitesse vertrok Loeffen naar Willem II. Na drie jaar bij Willem II moest Loeffen echter ook hier vertrekken. Na nog twee jaar gevoetbald te hebben bij TOP Oss beëindigde Loeffen al op 30-jarige leeftijd zijn carrière als profvoetballer; verschillende blessures hadden hiertoe geleid.
Momenteel is Huub Loeffen assistent trainer bij sv DFS uit Opheusden, dat uitkomt in de Hoofdklasse zaterdag.

## Clubstatistieken
| Seizoen | Club      | Land      | Competitie     | Duels | Goals |
| ------- | --------- | --------- | -------------- | ----- | ----- |
| 1990/91 | Vitesse   | Nederland | Eredivisie     | 16    | 4     |
| 1990/91 | FC Zwolle | Nederland | Eerste divisie | 9     | 5     |
| 1991/92 | Vitesse   | Nederland | Eredivisie     | 34    | 9     |
| 1992/93 | Vitesse   | Nederland | Eredivisie     | 26    | 5     |
| 1993/94 | Vitesse   | Nederland | Eredivisie     | 24    | 2     |
| 1994/95 | Vitesse   | Nederland | Eredivisie     | 0     | 0     |
| 1995/96 | Vitesse   | Nederland | Eredivisie     | 19    | 4     |
| 1996/97 | Willem II | Nederland | Eredivisie     | 30    | 5     |
| 1997/98 | Willem II | Nederland | Eredivisie     | 27    | 6     |
| 1998/99 | Willem II | Nederland | Eredivisie     | 9     | 4     |
| 1999/00 | TOP Oss   | Nederland | Eerste divisie | 22    | 6     |
| 2000/01 | TOP Oss   | Nederland | Eerste divisie | 6     | 2     |
| Totaal  | Totaal    | Totaal    | Totaal         | 222   | 29    |